# Puente ferroviario Laja
El puente ferroviario Laja es un puente de la línea troncal de la Red Sur en Chile. La primera estructura formó parte del FC Talcahuano a Chillán y Angol pero, dada su baja altura, en ocasiones no permitía un flujo normal de tráfico en los períodos de crecida del Río Laja (Biobío). A fines del siglo XIX, en 1890, se construyó una nueva estructura metálica por la empresa Lever, Murphy & Co., de Caleta Abarca, Viña del Mar, más alta que permitía un tráfico más expedito.
Conecta las estaciones de San Rosendo y Laja. En su acceso norte es precedido por el triángulo de San Rosendo que une la actual Línea Troncal con el Ramal San Rosendo - Talcahuano. 
Fue modificado con nuevas estructuras, por el lado este, con un pequeño puente peatonal adosado a la estructura principal, y en el lado oeste, con una estructura para el paso de vehículos livianos (automóviles y camionetas) que interconectó San Rosendo y Laja. Luego de la inauguración de un nuevo puente carretero más al este, se prohibió el paso de vehículos por su costado oeste, dejándose para uso peatonal y de bicicletas, mientras que la parte este, anteriormente peatonal, fue cerrada.